# شهرستان مرو (کنیا)
شهرستان مرو (به لاتین: Meru County) یک شهرستان در کنیا است. شهرستان مرو ۷٬۰۰۶ کیلومتر مربع مساحت و ۱٬۵۴۵٬۷۱۴ نفر جمعیت دارد.